# Dyke Island
Dyke Island ist eine Insel vor der Ingrid-Christensen-Küste des ostantarktischen Prinzessin-Elisabeth-Lands. Sie gehört zu den Rauer-Inseln und liegt südlich von Thread Island sowie westlich von Weavers Island.
Australische Wissenschaftler benannten sie nach den intrusiven Dykes, von denen die Insel durchzogen ist.